# Timothy Gallwey
Timothy Gallwey (ur. 1938 w San Francisco) – amerykański autor serii książek, w których przedstawił opracowaną przez siebie nową metodę coachingu, rozwoju osobistego i doskonalenia zawodowego w wielu dziedzinach. Metodę tę nazwał  "The Inner Game" (gra wewnętrzna).
Jego książka The Inner Game of Tennis (Wewnętrzna gra w tenisa) została sprzedana w ponad milionie egzemplarzy.

## Publikacje
- Gallwey, W. Timothy: The Inner Game of Tennis. Wyd. 1st. New York: Random House, 1974. ISBN 0-394-49154-8. Brak numerów stron w książce   ( Wewnętrzna gra w tenisa )

- Gallwey, W. Timothy: Inner tennis : playing the game. New York: Random House, 1976. ISBN 0-394-40043-7. Brak numerów stron w książce ( Wewnętrzny tenis - rozgrywka )

- Gallwey, W. Timothy; Kriegel, Robert J.: Inner skiing. Wyd. cite book1st. New York: Random House, 1977. ISBN 0-394-42048-9. Brak numerów stron w książce   ( Wewnętrzna jazda na nartach )

- Gallwey, W. Timothy: The Inner Game of Golf. Wyd. 1st. New York: Random House, 1981. ISBN 0-394-50534-4. Brak numerów stron w książce ( Wewnętrzna gra w golfa )

- Gallwey, W. Timothy: Inner Game of Winning. Listen USA, 1985. ISBN 0-88684-064-3. Brak numerów stron w książce ( Wewnętrzna gra o zwycięstwo )

- Green, Barry; Gallwey, W. Timothy: The inner game of music. Wyd. 1st. New York: Anchor Press/Doubleday, 1986. ISBN 0-385-23126-1. Brak numerów stron w książce   ( Wewnętrzna gra w muzykę  )
- Gallwey, W. Timothy: The Inner Game of Work. New York: Random House, 2000. ISBN 0-375-50007-3. Brak numerów stron w książce   ( Wewnętrzna gra w pracę )

- Gallwey, W. Timothy: The Inner Game of Stress. New York: Random House, 2009. ISBN 1-4000-6791-X. Brak numerów stron w książce   (Wewnętrzna gra w stres  )